# Louis Renault (imprenditore)
(Louis Renault, 14 aprile 1932)
Louis Renault (Parigi, 15 febbraio 1877 – Parigi, 24 ottobre 1944) è stato un imprenditore francese, fondatore della casa automobilistica omonima.

## Biografia

### Infanzia
Louis Renault nacque da una famiglia agiata dedita al commercio di tessuti: il padre, Alfred Renault, riuscì a costruirsi una solida posizione economica grazie al successo della sua attività sita a Parigi (nei pressi dell'attuale stazione della metropolitana di Saint-Lazare), nello stesso stabile in cui si trovava l'abitazione di famiglia. Tale fiorente attività affondava le sue radici già da molti decenni prima, basti pensare che già alla fine del XVIII secolo il nonno di Alfred Renault, Pierre, aveva deciso di lasciare la tradizionale attività vinicola della famiglia (anch'essa molto florida) per dedicarsi alla produzione e commercio di tessuti. All'epoca in cui Louis Renault vide la luce, il padre aveva già espanso la propria attività con l'apertura di una filiale a Lione ed una addirittura a Londra, ed era proprietario di uno smisurato patrimonio immobiliare, comprendente edifici utilizzati per la sua professione, ma anche una seconda casa sita nella zona di Boulogne-Billancourt, adiacente a Parigi.

Ultimo di cinque figli, Louis Renault trascorse quindi la sua infanzia tra gli agi che solo una famiglia assai benestante poteva offrire. La zona in cui il piccolo Louis trascorse i suoi primi anni era in piena evoluzione: da quartiere degradato divenne in breve tempo un quartiere di lusso ed anche la stessa stazione di Saint-Lazare, nelle vicinanze di casa Renault, stava subendo continue migliorie tecnologiche, a tal punto da solleticare ben presto la curiosità dell'ultimo nato in casa Renault, che spesso aveva modo di ammirare da vicino i progressi tecnologici attuati alla stazione. Louis Renault sviluppò quindi in tenera età una forte attrazione per il progresso tecnologico ed in particolare per la meccanica. In realtà, Louis Renault aveva un carattere tutt'altro che allegro e gioviale: fin dai primi anni sviluppò una personalità chiusa, taciturna e burbera. Come se non bastasse, il suo rendimento a scuola era scadente ed anche il suo rapporto con i compagni di classe era contrastato poiché era spesso oggetto di burle a causa dei suoi capelli bruno-rossicci. In ogni caso, i suoi primi anni di istruzione furono trascorsi presso l'istituto Fenelon.

Nella seconda metà degli anni '80 dell'Ottocento, due gravi lutti colpirono la famiglia Renault: vennero infatti a mancare i due figli maggiori, ossia Joseph (1863-86) e Marie-Berthe (1868-89), il primo già avviato nell'azienda di famiglia e la seconda fresca di matrimonio con un giovane avvocato di Parigi.

Dopo la prima istruzione all'istituto Fenelon, Louis Renault fu iscritto al Liceo Condorcet, sempre nei paraggi della stazione di Saint-Lazare, che continuò a costituire motivo di attrazione per il giovanissimo Louis. A tal punto da spingerlo un giorno a marinare la scuola per salire di nascosto su una delle locomotive che transitavano per la stazione, in modo da scoprire i segreti del funzionamento di questi veicoli. Louis Renault venne presto scoperto e riportato a scuola da due guardie, completamente sporco di carbone. A sua volta, Louis Renault attirò l'attenzione di un suo compagno di scuola, più giovane di un anno, ma dall'intelligenza altrettanto vivida: questo ragazzino era André Citroën, futuro fondatore dell'omonima Casa automobilistica ed uno dei principali concorrenti dello stesso Louis Renault.

### Prime esperienze lavorative

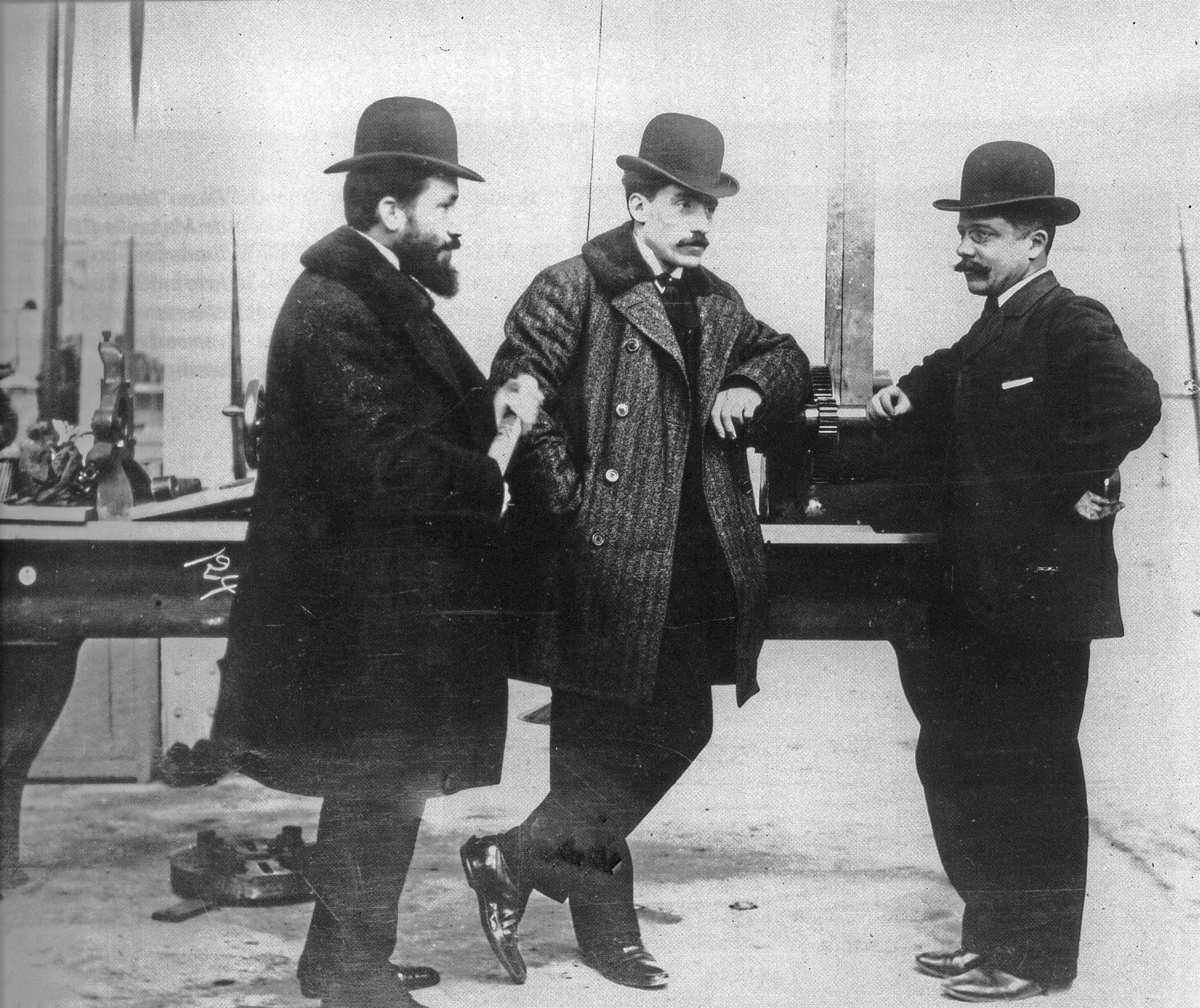
I tre fratelli Renault coinvolti nell'epopea automobilistica: Marcel, Louis e Fernand

A 14 anni, Louis attrezza la sua prima officina in un ripostiglio della casa di famiglia di Billancourt per dedicarsi ai suoi esperimenti con la meccanica. In poco tempo passò ai motori impiegati in quelle che erano all'epoca le primissime automobili. Sempre chiuso nel suo mondo, sempre solitario e taciturno, il giovanissimo Renault apportò modifiche, progettò nuove invenzioni e depositò i suoi primi brevetti. Contemporaneamente si distaccò via via sempre più dalla scuola, per poi abbandonarla del tutto. Il padre Alfred era perplesso: avrebbe preferito introdurre il figlio nell'attività di famiglia, esattamente come era riuscito a fare a suo tempo con gli altri tre figli maschi, Joseph, Fernand (1865-1909) e Marcel (1872-1903). Ma comprendendo le inclinazioni di Louis, riuscì comunque a trovargli un posto di lavoro nella propria attività indirizzandolo verso la manutenzione dei macchinari utilizzati per la fabbricazione dei bottoni. Perciò, appena ragazzino, Louis Renault entrò nel mondo del lavoro. Ben presto, dall'atelier di famiglia, Louis Renault, ancora adolescente, si trasferì nell'officina di Léon Serpollet, un costruttore già affermato nel settore dei veicoli a vapore.
Nel frattempo un altro grave lutto si abbatté sulla famiglia, con la scomparsa del padre Alfred, che gettò nello sconforto e nel dolore una famiglia ormai dimezzata e composta a quel punto dalla madre, Louise-Berthe Magnier (1840-1911) e dai tre figli rimanenti, Fernand, Marcel e Louis. Questi fatti contribuirono ulteriormente ad incupire il carattere di Louis Renault che si gettò ancor di più nelle sue attività di sperimentazione meccanica. A partire dall'ottobre 1895 frequentò anche un corso di studi scientifici presso l'Ecole Monge, ma dopo circa un anno e mezzo abbandonò anche questi studi. Non voleva dedicarsi che alla meccanica applicata e solo a quello. Tornò a chiudersi nella sua officina di Billancourt, dove realizzò e brevettò un generatore di vapore. Nel 1897 andò a lavorare come disegnatore presso l'officina della Delaunay-Belleville, all'epoca nota per le sue caldaie a vapore.

Il 30 ottobre 1897, Louis Renault fu chiamato al servizio militare: all'epoca tale servizio durava ben tre anni, ma Louis Renault riuscì con alcuni agganci e sotterfugi a farlo ridurre a neppure un anno, anno durante il quale si fece conoscere per le sue eccezionali doti di meccanico e seppe costruire alcuni attrezzi utili in ambito militare. Ottenne così di poter anche usufruire di permessi e licenze durante i quali tornò a Billancourt per dedicarsi al suo sogno, che nel frattempo stava prendendo forma: costruire una vera automobile con motore a scoppio. Il servizio militare di Louis Renault durò quindi fino al 22 settembre del 1898.

### La prima autovettura e la nascita della Renault Frères

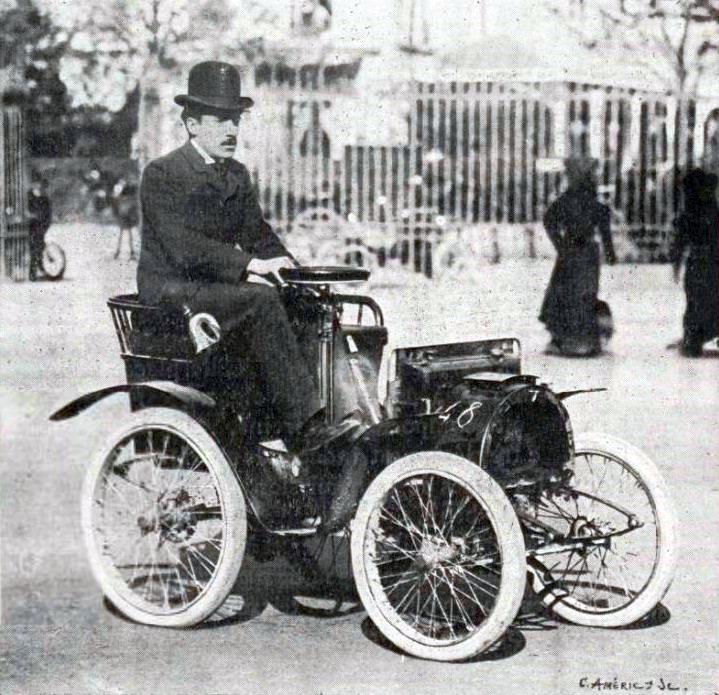
Louis Renault a bordo della Type A

Pochi giorni dopo il suo congedo, Louis Renault ottenne dalla sua famiglia di potersi dedicare a tempo pieno alla sua attività preferita e di ricevere per i primi tempi un sostegno economico dall'azienda tessile ormai gestita dai suoi fratelli. Così, il 2 ottobre il suo progetto destinato alla realizzazione della sua prima autovettura cominciò di gran carriera. Egli lavorò giorno e notte, instancabilmente, ma non solo: per non perdere tempo si insediò stabilmente a Billancourt ed inoltre ingaggiò un suo ex-commilitone, Edouard Richet, affinché lo aiutasse nell'impresa. Il progetto si concretizzò nel tempo record di dodici settimane: il 25 dicembre del 1898 la vettura era pronta. Nacque così la prima autovettura Renault, nata modificando un triciclo De Dion-Bouton al quale fu aggiunta la quarta ruota, un cambio a tre rapporti con retromarcia e quell'innovativa soluzione tecnica che era la trasmissione a presa diretta con giunto cardanico, una soluzione che il giovane costruttore, all'epoca ancora in erba ma assai risoluto, aveva avuto modo di sperimentare durante il servizio militare.

Il fratello di Louis Renault, Marcel, che stava seguendo i progressi del piccolo genio di casa, già la vigilia di Natale era desideroso di festeggiare e la vettura fu condotta lungo le strade dei quartieri limitrofi. Al termine di quella sera stessa, Louis Renault ricevette già una dozzina di ordini da parte di alcuni di coloro che ebbero modo di vedere ed ammirare la prima vettura Renault, vettura che, come già specificato, sarebbe stata ultimata solo il giorno dopo, ma che già stava riscuotendo un gran successo.

Fu a questo che i due fratelli finanziatori, Marcel e Fernand, videro nell'estro del giovane Louis un potenziale sbocco commerciale ancor più promettente di quello del settore tessile. Pertanto, il 27 febbraio del 1899 registrarono la nuova ragione sociale di Renault Frères, con capitale sociale di 60.000 franchi. Ma il grande escluso da questa società fu proprio Louis Renault, in quanto i due fratelli ritennero di poterlo fare poiché erano stati gli unici a pagare ingenti somme di denaro per il successo del fratello minore. Ma quest'ultimo non ne fece un dramma: per lui l'importante era progettare e costruire e sulla base di tale salda convinzione continuò a lavorare nella neonata azienda di famiglia, alzandosi alle sei di mattina e coricandosi alle undici di sera. Ovviamente il piccolo cortile nella seconda casa dei Renault non bastava più, pertanto si utilizzò il confinante terreno, sempre facente parte dell'immenso patrimonio immobiliare lasciato da Alfred Renault ai figli, ed inoltre venne acquistato un vecchio capannone sopra un isolotto sulla Senna, letteralmente smontato e rimontato nella proprietà di famiglia. Tra i collaboratori di cui Louis Renault si circondò vi furono l'ormai fidato Edward Richet, ma anche il progettista Jacques Boullaire, altro suo buon amico, e Charles Serre, che rimase alla Renault per circa cinquant'anni (partecipò addirittura al progetto della 4CV durante i primi anni quaranta del Novecento).

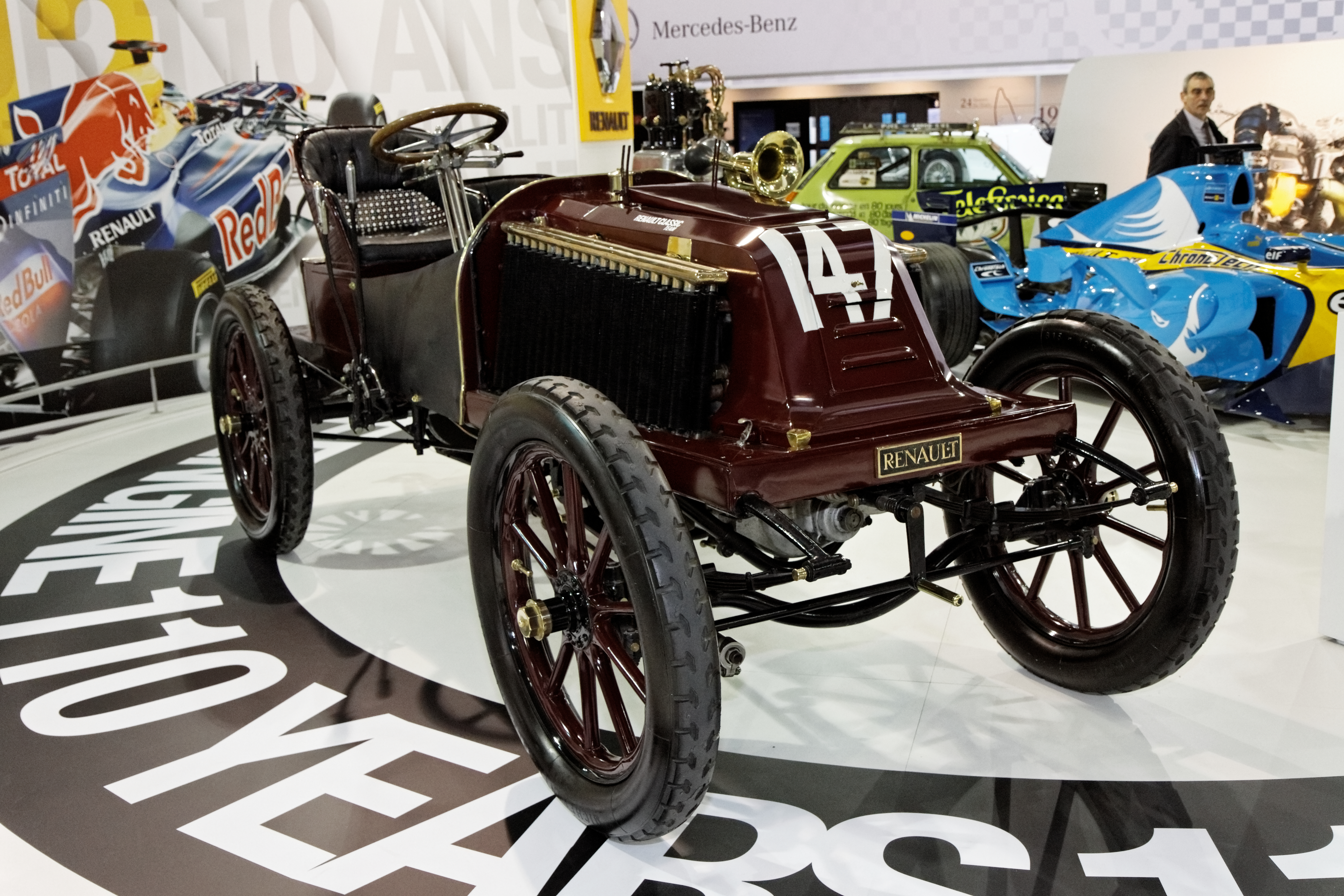
La Renault Type K, prima Renault con motore costruito in proprio da Louis Renault

Intanto, gli ordini per la vetturetta si moltiplicarono e salirono a ventinove, ma il febbrile lavoro di Louis Renault (che costruiva tutto a mano non esistendo ancora la catena di montaggio, men che mai in un'officina poco più che improvvisata) consentì di ricoprire tutti gli ordini in pochissimi mesi. Si giunse così all'estate del 1899, quando la vetturetta venne esposta al secondo Salone di Parigi della storia (la kermesse nacque infatti nel 1898), manifestazione tenutasi ai Giardini delle Tuileries. Qui il giovane Louis Renault si confrontò per la prima volta in vita sua con i grandi e già affermati costruttori dell'epoca, come ad esempio la Peugeot, la Panhard et Levassor e la De Dion-Bouton. La piccola vetturetta artigianale passò quasi inosservata, anche perché non le era stata data una denominazione ufficiale con cui potesse divenire nota. Solo un giornalista dell'epoca si accorse del piccolo capolavoro del giovane costruttore e propose a questi e ai suoi fratelli di partecipare alle gare automobilistiche per dare visibilità al prodotto. Il 13 luglio 1899, quattro giorni dopo la chiusura del Salone, la vetturetta fu registrata come Type A e venne iscritta alla corsa Parigi-Trouville, che ebbe luogo il 27 agosto dello stesso anno, corsa che vide trionfare proprio gli esordienti fratelli Renault. Da qui prese il via una serie di competizioni che vide partecipare le vetture Renault pilotate da Louis e Marcel Renault.

Nel frattempo Louis Renault vide le proprie vetture raccogliere sempre più consensi, mentre l'azienda si espanse vertiginosamente portando sempre maggiori introiti. Il geniale costruttore pensò quindi di cominciare ad affrancarsi dalla De Dion-Bouton, che fino a quel momento forniva i motori per le vetture Renault, per accingersi a costruire in proprio dei motori specifici. Anche con i nuovi motori Renault, prodotti a partire dal 1902, Louis seppe rendere vincenti le proprie vetture nelle competizioni. Fu a questo punto che in Louis Renault si fece avanti il pensiero che sarebbe stato fuori luogo soddisfare le specifiche dell'atto di registrazione della società Renault Frères, specifiche che prevedevano la vendita della società ad altri costruttori nel momento in cui questa avrebbe potuto valere parecchio in virtù dei suoi successi commerciali. Inoltre non era più propenso a vivere nell'ombra, ma aspirava ad un ruolo di maggior spicco. Pertanto convinse i due fratelli a rivedere la ragione sociale: fu così che nei primi mesi del 1903 la Renault Fréres cessò di esistere per dare i natali alla Société des Automobiles Renault et Cie, con Louis Renault come direttore generale, nonché socio alla pari assieme agli altri due fratelli.

In quegli anni, nonostante fosse del tutto preso dall'attività nell'azienda, Louis Renault trovò anche il tempo per dedicarsi agli affari di cuore. Conobbe infatti una giovane e nota cantante lirica dell'epoca, Jeanne Hatto, con cui iniziò una relazione sentimentale ed introdusse i fratelli Renault negli ambienti di lusso della Parigi dell'epoca.

Quando sembrava che tutto stesse andando nel migliore dei modi, avvenne una nuova tragedia in famiglia: il 26 maggio del 1903, durante la gara Parigi-Madrid, Marcel Renault ebbe un grave incidente al volante della propria vettura, rimanendo gravemente ferito e morendo poco tempo dopo.

### Gli anni fino alla prima guerra mondiale

#### L'azienda

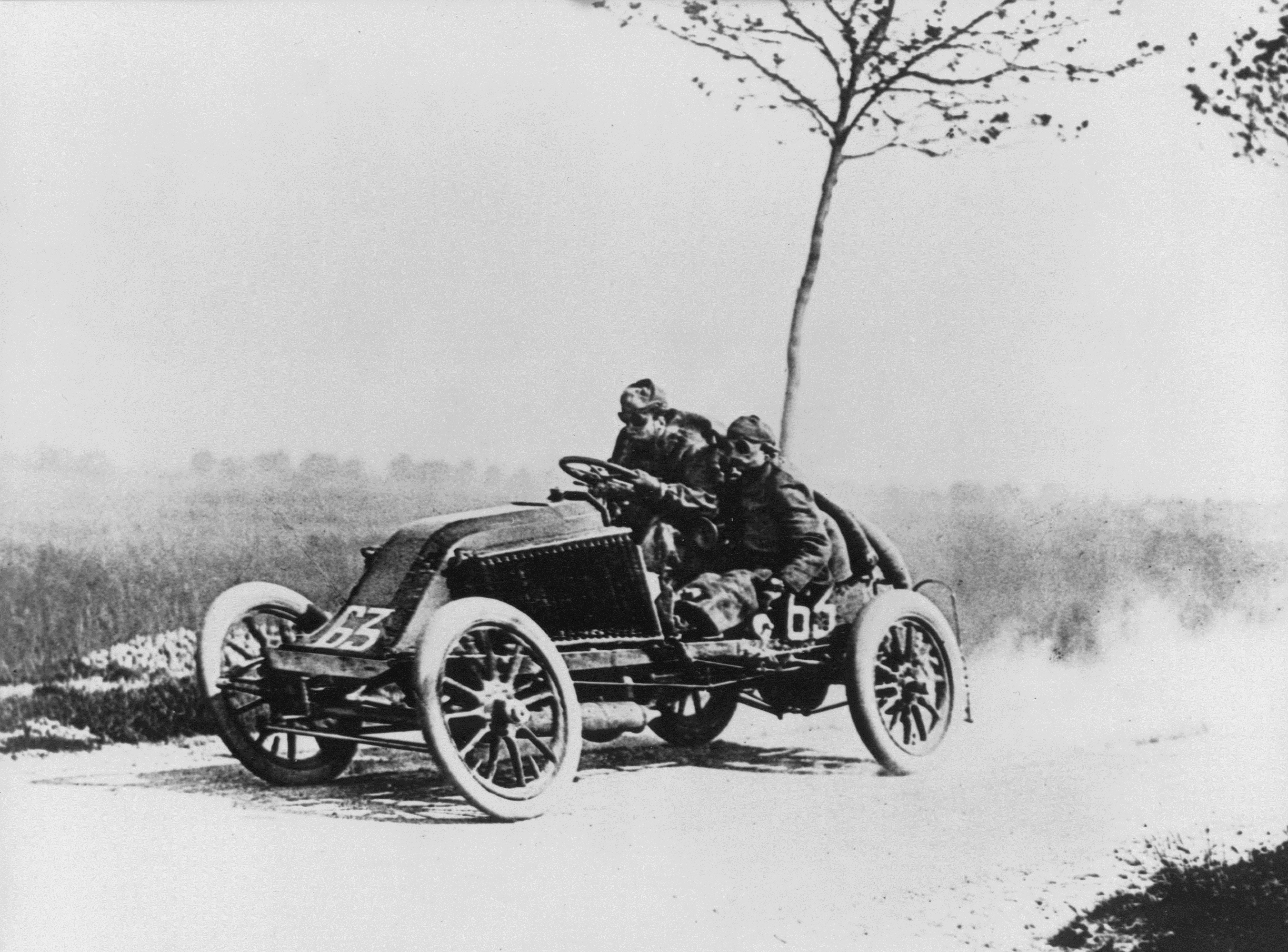
Marcel Renault fotografato alla Parigi-Madrid poco prima del mortale incidente

La morte di Marcel Renault fu un trauma enorme per Louis: egli, già molto chiuso e poco cordiale di per sé, accentuò maggiormente il suo carattere, che divenne burbero e scontroso e sempre meno incline ai contatti con la gente, a tal punto da divenire insofferente alla folla. Inoltre, Louis Renault cessò di partecipare personalmente a qualsiasi altra gara automobilistica e si dedicò unicamente alla direzione della giovane azienda, a fianco del fratello Fernand. Uno dei primi passi compiuti da Louis Renault fu quello di recuperare tutti i soldi persi a causa di alcuni costruttori, anche molto famosi, che presero ad utilizzare abusivamente alcune sue invenzioni brevettate, come ad esempio lo stesso albero a cardano. Per dare l'esempio ai costruttori più potenti, cominciò da un piccolo costruttore, un certo Corre, che portò davanti ai giudici e costrinse a pagare il dovuto risarcimento. Gli altri costruttori, compresa l'antifona, smisero di utilizzare le soluzioni tecniche di Louis Renault oppure strinsero accordi commerciali per l'utilizzo legale di tale soluzioni. Altri costruttori provarono ancora a dare battaglia legale per alcuni anni, ma alla fine dovettero desistere, tant'era evidente la legittimità delle ragioni di Louis Renault.

Il 31 ottobre del 1904, Louis Renault vendette l'attività tessile di famiglia ad un'altra azienda, appoggiato dal fratello Fernand che si occupava della parte amministrativa della giovane Casa automobilistica. In questo modo altri capitali freschi giunsero nelle casse della Société des Automobiles Renault, capitali che potevano essere reinvestiti per acquistare attività commerciali utili all'azienda. Infatti, se Fernand Renault era piuttosto risoluto e deciso nello svolgimento del suo ruolo (suo fu il programma di ampliamento dell'azienda mediante l'apertura di nuove filiali in Gran Bretagna, Germania e persino negli Stati Uniti), Louis Renault era mosso da uno spirito di indipendenza e perfino autarchia che lo spingeva a non dover avere bisogno di nessuno per costruire le sue automobili. A tale scopo acquistò per esempio anche delle fonderie per produrre i componenti necessari alle vetture, affrancandosi quindi dalla dipendenza da qualsiasi fornitore esterno. Contemporaneamente pensò di dedicarsi anche alla costruzione di altri mezzi di trasporti, come ad esempio delle locomotive o delle imbarcazioni. Similmente a quanto aveva fatto il tedesco Gottlieb Daimler vent'anni prima, anche Louis Renault voleva vedere il suo nome sui motori di qualsiasi mezzo potesse spostarsi sul pianeta (aria, acqua e terra). Tale spirito egemonico diverrà sempre più marcato in Louis Renault nel corso degli anni.

Durante la seconda metà del primo decennio del Novecento, Louis Renault dovette affrontare i numerosi scioperi che interessavano la sua azienda: qui si accentuò ulteriormente la sua insofferenza verso le folle, specialmente quelle particolarmente agitate come potevano essere i cortei di scioperanti. Tale insofferenza divenne praticamente una sorta di psicosi che avrebbe accompagnato Louis Renault per tutta la vita.

Il 1º ottobre del 1908, Louis Renault si trovò improvvisamente a dover gestire interamente la sua Casa automobilistica, poiché Fernand Renault, all'epoca quarantatreenne, dovette ritirarsi per motivi di salute. All'epoca la medicina poteva fare ben poco per un cancro al fegato. Fernand Renault, già malato da almeno un anno, morì il 22 marzo del 1909, ma non prima di aver chiesto ed ottenuto che Louis si occupasse di Jean Renault, figlio di Fernand e nipote dello stesso Louis. Inoltre, la società venne estinta, lasciando il posto alla Renault Automobiles di proprietà esclusiva di Louis Renault.

Nel 1910, Louis Renault si reca negli Stati Uniti allo scopo di studiare il metodo produttivo di Henry Ford, metodo basato sui principi del taylorismo (dal nome dell'ideatore Frederick Winslow Taylor) e che Renault cercherà di applicare anche nella sua fabbrica, ma in maniera da lui stesso reinterpretata, e cioè limitandosi al solo cronometraggio delle mansioni degli operai della sua fabbrica, instaurando così un clima di tensione che di lì a poco sarebbe sfociato in una nuova e lunga serie di scioperi, manifestazioni e proteste e sollevando così seri problemi sindacali. In questo modo, non seguendo i principi di Taylor, Renault cominciò ad allontanarsi parzialmente da quell'ideale di innovazione e di reinterpretazione del concetto di automobile nel corso degli anni. In un periodo in cui molti costruttori europei e non solo (lo stesso Henry Ford stava già percependo introiti enormi con la sua Ford T) stavano cominciando a costruire vetture sempre meno costose ed accessibili a fasce di mercato via via sempre più basse, Louis Renault trovava inconcepibile che un'automobile potesse appartenere e/o essere condotta da persone che non fossero industriali, nobili, banchieri, e più in generale persone di ceto almeno medio-alto. Ciononostante, lo spirito innovativo rimase insito in Louis Renault per quanto riguarda altri aspetti della progettazione di veicoli.

In ogni caso, poco prima dello scoppio della prima guerra mondiale, Louis Renault venne eletto presidente della Chambre syndicale des constructeurs d'automobiles, ossia l'associazione che tutelava i diritti dei costruttori di automobili.

#### La vita privata
Frattanto, la vita privata di Louis Renault vide proseguire la sua relazione con Jeanne Hatto: quest'ultima si rivelò una compagna molto affettuosa e premurosa, anche troppo, dato il carattere estremamente difficile del giovane imprenditore. Nonostante i repentini sbalzi di umore di lui, lei cercò sempre di capirne il perché e di porre anche rimedio in qualche modo. Per esempio, Louis Renault era tanto preso dal lavoro, da risultare preparato solo in tale campo, mentre qualsiasi altro argomento lo vedeva completamente estraneo. Ciò era visibile in particolare quando venivano ospitati degli amici in casa, quasi sempre amici di Jean Hatto, e quindi inseriti nell'ambiente della musica, piuttosto che in quello dell'industria automobilistica. Lei cercò quindi di insegnare a Louis qualche cosa riguardante il modo della musica, del canto e dell'opera lirica. Fu così che Louis Renault fece la conoscenza di personalità di spicco in quel mondo, come ad esempio Maurice Ravel.
All'inizio del 1909, poco prima della morte del fratello Fernand, Louis Renault traslocò nella sontuosa proprietà di Herqueville, vale a dire un'immensa villa affacciata direttamente sulla Senna e a cui poteva accedere, oltre che mediante le normali vie di comunicazione, anche attraverso un porticciolo privato che gli permetteva di compiere gite a bordo del suo yacht personale, denominato Chryseys. Con la scomparsa di Fernand Renault, ultimo fratello rimasto a Louis, questi dovette occuparsi del nipote Jean, figlio di Fernand, anche se in realtà Louis Renault si dimostrò praticamente assente nei confronti del nipote.
Nel 1911, Louis Renault ebbe l'ultimo grande dolore famigliare, ossia la morte della madre: ormai, la famiglia Renault, una volta prospera e numerosa, era ridotta al solo Louis Renault.
Poco prima dello scoppio della Prima Guerra Mondiale, Louis Renault e Jeanne Hatto cessarono la loro relazione, anche se la ragazza continuò a rimanere in ottimi rapporti con l'industriale parigino, per tutta la vita di quest'ultimo, come testimonia la fitta corrispondenza che la Hatto inviava regolarmente, una corrispondenza fatta di lettere premurose, preoccupazioni per i momenti più difficili di Louis Renault e relativi tentativi di conforto.

### La Prima Guerra Mondiale

#### Le attività professionali

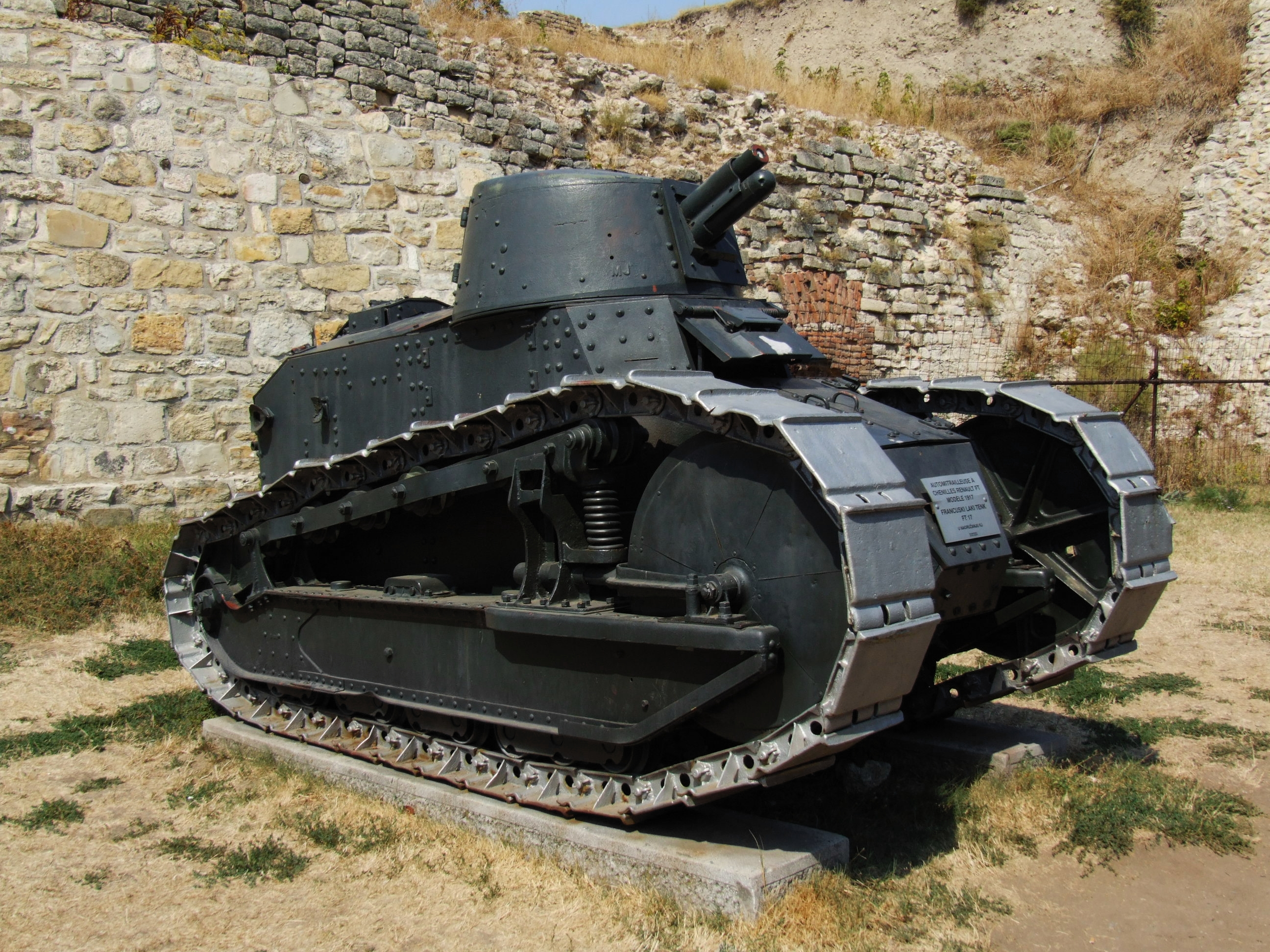
Un automitragliatore cingolato Renault FT

Allo scoppio del primo dei due grandi conflitti mondiali che insanguinarono il Novecento, il trentasettenne Louis Renault era padrone di un grande impero automobilistico che ormai contava filiali anche nell'Europa dell'Est, per esempio a Budapest (Ungheria) e persino a Petrograd (l'attuale San Pietroburgo), in Russia. Louis Renault riuscì ad insediarsi anche nell'impero degli zar grazie all'amicizia con l'influente uomo d'affari Basil Zaharoff, che aveva le mani in pasta un po' ovunque in Europa, dall'industria automobilistica a quella delle armi. Soprattutto per via di quest'ultimo aspetto, l'avvento della Prima Guerra Mondiale costituì un ricco banchetto per Zaharoff, ma non per Louis Renault, da sempre ostile verso la guerra e verso qualsiasi forma di profitto orientato ad essa. Perciò i due smisero di frequentarsi.

Durante la guerra, Louis Renault fu in ogni caso pressato dal governo francese affinché costruisse veicoli militari e munizioni d'artiglieria. Le commesse divennero sempre più numerose e Renault fu costretto ad ampliare le sue strutture operative effettuando espropriazioni di svariati lotti di terreno circostanti al limite della legalità, comprese le strade di collegamento dall'uno all'altro immobile che divennero così private.

La produzione, che fino a quel momento era in pratica costituita solo da vetture da turismo, cominciò a rallentare la produzione di queste ultime a sempre maggior favore di veicoli come automitragliatori, ambulanze, autocannoni, motori per aeroplani, veicoli da ricognizione e così via. Ma il capolavoro bellico di Louis Renault fu senz'altro il carro armato leggero Renault FT, un mezzo innovativo concepito per essere al tempo stesso estremamente robusto ma anche altrettanto agile. I primi test del veicolo furono condotti da Louis Renault in persona sotto gli occhi scettici dello Stato maggiore francese, che però alla fine rimase soddisfatto e ne ordinò la produzione in serie. Fu grazie a questo mezzo se la Francia riuscì ad avere definitivamente ragione dell'esercito tedesco e a dare una svolta definitiva alla guerra.

Louis Renault, noto già all'epoca per il suo carattere estremamente difficile e scontroso, ebbe però modo di istituire un fondo assicurativo per i suoi operai, in maniera tale che questi potessero ricevere un'indennità in caso di malattia. Inoltre stabilì anche un salario minimo per gli operai stessi. Ciò fu dovuto alle nuove manifestazioni e scioperi che si tennero durante la guerra a causa delle proibitive condizioni lavorative (undici ore di lavoro al giorno, sette giorni su sette). Stavolta Louis Renault fu costretto a cedere.

Al termine della Prima Guerra Mondiale, e precisamente il 6 settembre del 1918, Louis Renault venne insignito della Legion d'Onore "per il suo contributo eccezionale alla vittoria".

#### La vita privata di Louis Renault durante la guerra
Sebbene molto preso sul fronte professionale, Louis Renault ebbe comunque modo di avere anche una propria vita privata persino durante i difficili anni della Grande Guerra. Ormai unico superstite del vecchio nucleo familiare da cui era nato, Louis Renault ebbe però anche altre persone a lui legate, vale a dire la cognata Charlotte, vedova di Fernand Renault, e le due nipoti Fernande e Françoise, figlie di Fernand e Charlotte. Il nipote Jean, sempre figlio di Fernand, che alla morte di quest'ultimo fu affidato alla tutela di Louis Renault, fu arruolato nell'aviazione francese e cadde in battaglia nel marzo del 1916. La morte di Jean Renault, all'epoca appena ventiquattrenne, segnò profondamente lo zio Louis, che vedeva in lui un possibile erede della propria attività. Quanto alla cognata, i rapporti con Louis Renault furono tutt'altro che idilliaci a causa di vecchi rancori dovuti a divergenze sull'eredità di Fernand, divergenze che si protrassero fino a poco prima dello scoppio della guerra e che portarono i due in tribunale per una causa civile durata piuttosto a lungo. L'odio tra Louis e Charlotte portò quest'ultima ad accusare lo zio della morte di Jean in quanto non lo avrebbe accolto con sé nella sua azienda. Tali accuse pesarono molto su Louis Renault, che avrebbe continuato per sempre a portare dentro di sé tale fardello, alla pari di quello relativo alla morte del fratello Marcel.

Fu a causa della morte del potenziale erede Jean Renault, che Louis si mise subito alla ricerca di una donna per ricostruire una famiglia e quindi regalare un nuovo erede all'azienda. Nella primavera del 1918 Louis Renault conobbe Christiane Boullaire, una donna dell'alta borghesia, molto più giovane dell'affermato imprenditore (quarantuno anni lui, ventitré anni lei). I due cominciarono a frequentarsi e intrecciarono ben presto una relazione sentimentale. Tale relazione, però, era tutt'altro che intrisa di vero amore, e questo da entrambe le parti: se Louis Renault aspirava alla nascita di un erede per la sua azienda, la Boullaire era attirata dall'immensa fortuna dell'industriale e dalla notevole differenza di età che sfavoriva anagraficamente lo stesso Louis Renault, fatto che metteva la donna nelle condizioni di divenire in futuro una potenziale ricca vedova quando ancora sarebbe stata nelle condizioni di poter rimettere su famiglia con un altro uomo, possibilmente (com'era nei sogni della Boullaire) di estrazione nobile. I due convolarono a nozze il 26 settembre 1918 con rito civile e due giorni più tardi con rito religioso. Si stabilirono in un palazzo in avenue Bois-de-Boulogne (oggi nota come avenue Foch, una delle vie più lussuose di Parigi), interamente di proprietà di Louis Renault, una grossa costruzione per metà utilizzata come hotel e per metà come abitazione privata.

### Gli anni venti e trenta
Il periodo immediatamente successivo all'armistizio fu caratterizzato dall'elevata inflazione che mise in difficoltà parecchie aziende, automobilistiche e non. Tuttavia, il quadro che interessava l'industria automobilistica francese di quel periodo non era così catastrofico, anzi. Non poche Case automobilistiche riuscirono rapidamente a risollevarsi e a guardare verso il futuro, malgrado la delicata situazione economica che colpiva tutti i Paesi che avevano partecipato al conflitto.

#### La rivalità con André Citroën
Questo fu il caso della Renault e della grande risolutezza del suo patron: al termine della guerra la Casa era pressoché pronta a riprendere la normale produzione automobilistica. Ma i problemi non mancarono: Louis Renault si ritrovò infatti a dover fronteggiare nuovamente una serie di scioperi e manifestazioni sulla base di questioni risalenti a prima del conflitto e di fatto mai realmente risolti e che neppure in questo nuovo periodo storico troveranno una definitiva soluzione.

Come se non bastasse, Louis Renault trovò un accanito concorrente in una sua vecchia conoscenza dei tempi della scuola: costui era André Citroën, un personaggio con una solida formazione ingegneristica, molto più aperto alle teorie, oltre che alla pratica, e soprattutto animato da una volontà d'innovazione assai spiccata. Praticamente in comune tra i due personaggi vi era la passione per la meccanica e l'ingegneria ed il fatto di essere stati ricevuti entrambi alla corte di Henry Ford per studiare i meccanismi del taylorismo. Ma a differenza di Louis Renault, André Citroën applicò tali principi in maniera più fedele all'originale, riuscendo fin dal 1919, anno in cui fu lanciata la prima vettura della Citroën, a ridurre drasticamente i costi di produzione, riuscendo così ad affermarsi in un periodo economicamente difficile per la Francia e per l'Europa in generale. In realtà, sulle prime, Louis Renault non vide in Citroën una grande minaccia, complice il suo rifiuto di considerare l'idea dell'automobile prodotta in grande serie, aspetto che invece costituiva uno dei cardini principali per la produzione Citroën. Fu costretto a ricredersi già nel 1920 quando il nuovo concorrente riuscì immediatamente a conquistare il primo posto tra i costruttori automobilistici francesi. Louis Renault, dal canto suo, stava stentando nel riuscire a riorganizzare una gamma automobilistica razionale e soprattutto moderna. Tale zoppicante riavvio post-bellico rimase tale fino al 1922: nel frattempo Louis Renault assunse nuovi collaboratori, molti dei quali legati a lui anche da lontani vincoli di parentela. Per esempio, vennero assunti i suoi due cognati, Jacques e Roger Boullaire, fratelli della moglie Christiane Boullaire, ma anche Henri Leèbvre-Pontalis, marito della nipote di Louis Renault, Fernande (che abbiamo già visto essere figlia di Fernand Renault, il defunto fratello di Louis) ed anche il marito dell'altra nipote di Louis Renault, un certo François Lehideux. Questa tendenza al nepotismo si accentuò sempre più in Louis Renault con il passare degli anni. Non solo: Louis Renault non esitava a mettere l'uno contro l'altro i propri collaboratori perché riteneva fosse il metodo migliore per mantenere stabile il proprio dominio e la propria egemonia all'interno dell'azienda. Un carattere difficile come il suo stava diventando di fatto pressoché intollerabile, tra l'appoggio di alcuni suoi collaboratori, come l'infido Henri Duvernoy, e lo sconcerto di altri, come ad esempio lo stesso François Lehideux.

Nel frattempo proseguiva la rivalità con André Citroën, una rivalità senza esclusione di colpi e che si estinse solo nel 1935 con la morte di quest'ultimo dopo essere stato estromesso dalla sua stessa azienda, oramai sull'orlo del collasso a causa dei forti indebitamenti dovuti alla costruzione di un modernissimo stabilimento che A. Citroen fece costruire proprio dopo una visita alla Renault (venne rilevata dal colosso degli pneumatici Michelin). Fu proprio l'accesa rivalità tra i due costruttori a spingere Louis Renault ad investire un'ingentissima somma di denaro per la costruzione del ciclopico stabilimento Renault sull'Île Seguin. I lavori furono ultimati nel 1929, l'anno della Grande depressione.

#### La vita privata di Louis Renault nel primo dopoguerra
Per quanto riguarda la vita privata di Louis Renault, gli anni '20 si aprirono con la nascita del suo unico figlio, Jean-Louis, dato alla luce il 24 gennaio del 1920. L'industriale francese, che già poco dopo il suo matrimonio aveva preso a sfoggiare un nuovo look privo dei consueti baffi, tornò a ben sperare in un futuro per la sua azienda grazie al nuovo potenziale erede.

Durante gli anni '20, Louis Renault espanse il numero delle sue proprietà private acquistando il 18 novembre una tenuta sita in un isolotto dell'arcipelago delle isole Chausey. Si trattava di un vero e proprio castello che l'industriale ristrutturò e adibì a rifugio personale contro lo stress della vita quotidiana. Stando alle fonti, qui Louis Renault riusciva a ritrovare sé stesso e a tornare sereno, arrivando persino a stringere amicizia con la scarna popolazione locale. Se questa località era il non plus ultra per Louis Renault, lo stesso non si poté assolutamente dire della moglie Christiane, la quale avrebbe preferito una residenza per le vacanze sita in Costa Azzurra. Louis Renault fu così costretto ad acquistare anche una terza tenuta situata nella penisola di Giens, località sita appunto in Costa Azzurra.

Nel frattempo, il figlio Jean-Louis cresceva, ma soffrì anche la mancanza dei genitori: il padre Louis era troppo legato alle sorti dell'azienda, mentre la madre Christiane era invece troppo incline alla vita mondana.

### Le incertezze degli anni '30
Gli anni '30 furono un periodo, per Louis Renault, in cui maggiormente si intrecciarono fattori della sua privata con altri della sua vita professionale, e questo a causa di alcuni gravi problemi di salute che cominciarono ad affliggere l'industriale parigino.
Durante i primi anni '30, Louis Renault cominciò a soffrire di disturbi ai reni ed allo stomaco. Inizialmente incurante di tali sintomi, nel 1934 si rivolse ad un medico, il cui responso fu impietoso: calcoli al rene destro, sangue nelle urine ed uremia. Il medico consigliò a Louis Renault un periodo di riposo prima di procedere con un intervento chirurgico. Ma il testardo imprenditore non volle neppure sentir parlare di riposo: l'azienda veniva prima di ogni altra cosa, compresa la sua stessa salute. In ogni caso fu costretto ad assottigliare drasticamente la sua presenza presso l'azienda, lasciando il compito di rappresentarlo a Lehideux, che pertanto fu anche nominato amministratore delegato. Solo in pochi, in azienda, furono a conoscenza delle sue reali condizioni di salute, ma anche i molti dipendenti che non furono messi al corrente notavano in quegli anni un progressivo peggioramento delle condizioni di Louis Renault, peggioramento visibile nei suoi lineamenti più consunti e solcati da profonde rughe, nello sguardo perso e occasionalmente anche in difficoltà nell'articolare un discorso: l'uremia aveva raggiunto anche il cervello e ne impediva il normale funzionamento. Quest'ultimo aspetto divenne sempre più marcato nei tardi anni '30 e negli ultimi anni di vita di Louis Renault.
Non furono solo le condizioni di salute a rendere estremamente difficoltosa la normale vita privata e professionale di Louis Renault: per quanto riguarda l'azienda vi furono molti scioperi, protrattisi tra il 1936 ed il 1938, alcuni dei quali piuttosto violenti e repressi con l'ausilio della polizia. Louis Renault preferì affidare la patata bollente a Lehideux in quanto più giovane e più in salute. Inoltre, la stampa cominciò ad evidenziare le strane frequentazioni di Renault, che spesso si vedeva con personaggi di dubbia popolarità, tra cui Galeazzo Ciano (genero di Benito Mussolini) e lo stesso Adolf Hitler, con cui provò a negoziare accordi commerciali tra Francia e Germania.
Come se non bastasse, la moglie Christiane intrecciò un relazione extraconiugale con lo scrittore Pierre Drieu La Rochelle, relazione avviata già nel 1935 e che la donna avrebbe svelato a Louis Renault, il quale, infuriato, l'avrebbe svergognata pubblicamente. Ormai il matrimonio venne irreparabilmente rovinato. Mentre a seguito dello scandalo la moglie di Louis cercò conforto presso un altro uomo, René de Peyrecave (già in forze come dirigente presso la Renault stessa), Louis Renault cominciò a frequentare un'altra donna, André Servillange, una giovane attrice. In realtà, per Louis Renault non si trattava della prima scappatella extra-coniugale: infatti gli sono state attribuite altre relazioni aventi luogo durante il matrimonio, tra cui quella con la ballerina Mona Païva, in onore della quale Louis Renault avrebbe battezzato una parte di gamma dei suoi modelli degli anni '30 (Monaquatre, Monasix e Monastella). Infine, Christiane Boullaire in Renault, cominciò a manovrare il suo amante affinché potesse escludere Louis Renault e François Lehideux dagli affari dell'azienda, azienda che a questo punto si era espansa a tal punto da contare ben 20.000 dipendenti. A causa di questo complotto, i due vennero messi l'uno contro l'altro ed i rapporti divennero sempre più freddi: Lehideux, ancora amministratore delegato dell'azienda di Louis Renault, comincia proprio in quel periodo a collaborare con il governo e con il Ministero degli Armamenti francese guidato da Raoul Dautry.

### L'Olocausto
Con lo scoppio della seconda guerra mondiale, Louis Renault cercò di orientare il più velocemente possibile la fabbrica alla costruzione di veicoli per utilizzo bellico, ma in realtà la Francia stessa era impreparata all'arrivo di un nuovo conflitto. Per questo motivo Louis Renault intraprese il 28 maggio del 1940 un nuovo viaggio negli Stati Uniti allo scopo di tornare con qualche idea per velocizzare la produzione di veicoli da fornire alle forze armate francesi, sperando così di dare man forte al governo transalpino per contrastare l'esercito tedesco. In realtà, Louis Renault credeva poco negli esiti di tale viaggio: inviato negli States direttamente dal governo francese, comprese ben presto che il viaggio non avrebbe fruttato niente di valido.
Il viaggio di ritorno fu a dir poco avventuroso per Louis Renault: a causa della guerra le linee aeree vennero tagliate. Ripartito il 3 giugno, il velivolo utilizzato da Louis Renault per il viaggio di andata, durante il ritorno non poté andare più in là di Lisbona, da dove l'industriale francese avrebbe raggiunto Madrid e da lì, in auto, sarebbe arrivato nei pressi di Périgueux, nella Francia centro-meridionale. Fu qui che Renault apprese dall'ambiguo René de Peyrecave che la sua fabbrica era stata completamente presidiata dalle truppe della Wehrmacht, che avevano inviato tre commissari per la gestione della produzione in favore del regime tedesco, commissari provenienti direttamente dallo Stato maggiore della Daimler-Benz. Louis Renault, le cui condizioni di salute stavano progressivamente aggravandosi, decise il 13 luglio di provare a risalire verso Parigi per tentare di trattare con i Tedeschi e a riprendere in mano la sua azienda. Ma una settimana dopo, il 20 luglio, Louis Renault fu nuovamente di ritorno a Perigueux, giusto in tempo per ricevere la visita di François Lehideux, il quale gli consigliò di tornare a Parigi. Così fu: Louis Renault fu munito di un visto per passare il confine tra l'area presidiata dal neonato Governo di Vichy e la Francia occupata, e il 23 luglio (quasi due mesi dopo la sua partenza per gli States) poté quindi tornare nella sua città natale, e quindi alla sua azienda. In realtà, durante la prima settimana dal suo ritorno, Louis Renault passò solo alcuni giorni in fabbrica, perché volle anche recarsi ad Herqueville per valutare i danni arrecati dagli occupanti tedeschi alla sua residenza, più altri giorni di assenza mai realmente motivati dall'interessato. Dal 31 luglio si dedicò però a tempo pieno alla Renault, dove dovette far fronte alle pretese dei membri dello Stato Maggiore tedesco che stavano presidiando la fabbrica. Questi pretesero che la fabbrica venisse svuotata di tutti i macchinari perché il governo del Reich non voleva più produrre i propri veicoli a Billancourt, mentre Louis Renault tergiversava di fronte a simili richieste. Dopo un lungo tira e molla che coinvolse anche Lehideux, il quale nell'autunno di quell'anno rassegnò le dimissioni, Louis Renault ottenne invece di poter gestire la produzione della sua azienda e così, alla fine del 1940 riprese il normale funzionamento delle linee di montaggio. Ma il regime nazista tornò ben presto a farsi pressante, intimando a Louis Renault di limitare la produzione civile in favore di quella bellica. Tali intimazioni divennero sempre più pesanti ed assunsero sempre più l'aspetto di minacce, sostenute anche dal regime di Vichy che appoggiava la produzione bellica per l'esercito tedesco. Fu così che nel 1941 Louis Renault fu costretto a collaborare con il regime di Vichy, accettando di far funzionare le fabbriche e fornendo automezzi alle truppe d'occupazione. Nel 1942 la sua direzione fattiva venne interrotta dai già noti e gravi problemi di salute, a cui si aggiunse anche l'afasia e la mancanza di coordinazione agli arti, problemi che gli impedirono addirittura di parlare e di scrivere.

### La scomparsa di Louis Renault
Dopo la liberazione, bersagliato da numerose denunce e da un'intensa campagna stampa con accusa di collaborazionismo, Louis Renault si ritira il 5 settembre del 1944 nella sua dimora di Herqueville, timoroso di essere incarcerato. Ma neppure tre settimane dopo si presenta spontaneamente al magistrato inquirente che lo incrimina e lo associa al carcere di Fresnes in regime di isolamento, il 23 settembre 1944. Come già detto la sua salute è malferma e, durante la carcerazione, viene pesantemente malmenato, riportando forti traumi al capo, alle vertebre e ai reni. Su insistenza della moglie viene dapprima trasferito in un ospedale psichiatrico e, successivamente, nella clinica "Saint-Jean-de-Dieu" a Parigi dove spira il 24 ottobre 1944. Durante l'ultimo periodo di degenza, Louis Renault era in coma. Riuscì ad emergere da tale condizione solo per alcuni istanti, in presenza di sua moglie, alla quale chiese: "E la fabbrica?".
Il 1º gennaio 1945, il governo provvisorio ordina la nazionalizzazione dell'azienda Renault e, contemporaneamente, viene istituita la "Régie nationale des usines Renault", al cui vertice viene posto Pierre Lefaucheux.
Questi ultimi fatti si svolgono nei burrascosi mesi successivi alla liberazione della Francia, in quel contesto da "resa dei conti" che segue la caduta di ogni regime, aggravato da una deplorevole ma inevitabile situazione generale di arbitrarietà e precarietà del diritto. Nessuna inchiesta riuscì a individuare i responsabili del pestaggio di Louis Renault, ma una sentenza del 1967 riconobbe il diritto degli eredi Renault ad essere indennizzati dell'esproprio subito.